# Parafia Matki Boskiej Częstochowskiej w Krośnie
Parafia Matki Boskiej Częstochowskiej – rzymskokatolicka parafia znajdująca się we wsi Krosno, w gminie Mosina, w powiecie poznańskim. Należy do dekanatu lubońskiego.
Granice parafii obejmują miejscowości: Krosno, Borkowice, Drużyna, Krosinko i Nowinki.
Jako samodzielna parafia funkcjonuje od 1979 roku.
Obecnym proboszczem jest ks. Paweł Kujawa.
Do parafii należy cmentarz rzymskokatolicki położony w Krośnie przy ul. Piaskowej.

## Kościół
Świątynia wzniesiona została w latach 1779–1881 jako kościół ewangelicki. Budowla ma konstrukcję szkieletową, wypełnioną cegłą (tzw. mur pruski) i otynkowaną. Wieżyczkę przykrywa barokowy hełm z latarnią. Obok świątyni stoją dawna pastorówka i drewniana dzwonnica z początku XX w.
Wewnątrz znajdują się piętrowe empory oraz rokokowa ambona.

## Historia
W 1945 roku kościół w Krośnie został przekazany parafii rzymskokatolickiej w Mosinie.
Arcybiskup Poznański Metropolita Jerzy Stroba erygował parafię w Krośnie dekretem z dnia 27 marca 1979 r. Dekret wszedł w życie w dniu uroczystości Zmartwychwstania Pańskiego 15 kwietnia 1979 r.

## Proboszczowie
- ks. Czesław Szperzyński (1979–1991)
- ks. Bolesław Wacław Kryś (1991–2012)
- ks. Paweł Kujawa (od 2012)

## Wspólnoty parafialne
- Schola dziecięca
- Schola młodzieżowa
- Ministranci
- Lektorzy
- Rada parafialna
- Żywy Różaniec